# Ninja Slayer
Ninja Slayer (ニンジャスレイヤー, Ninja Sureiyā, lit. "Ninja Assassino") é uma série de light novel criada pelos autores americanos Bradley James Bond e Philip "NINJ @" Morzez. Depois que eles deram permissão para os tradutores japoneses publicarem no Twitter, a editora Enterbrain publicou o primeiro volume da novel traduzida em setembro de 2012, com ilustrações de Warainaku. Dezesseis volumes foram lançados até junho de 2016. Três adaptações em série de mangá da novel também foram publicadas. Uma adaptação em uma série de ONA produzido pelo estúdio Trigger e dirigido por Akira Amemiya foi ao ar de abril a outubro de 2015.

## Enredo
A história se passa em uma metrópole cyberpunk de Neo-Saitama. Depois que sua esposa e filho são mortos em uma guerra territorial ninja, o assalariado Kenji Fujikido é possuído por uma alma ninja misteriosa conhecida como Naraku Ninja. O desejo de Naraku de massacrar o ninja do mal se sobrepõe a vingança de Fujikido, juntos eles são o Ninja Slayer – um ceifador aterrorizante de ninjas. Quanto maior a ligação mental e física, mais poderoso Ninja Slayer se torna. Quando Fujikido se entregar completamente a Naraku, ele será imparável.

## Personagens
Ninja Slayer (ニンジャスレイヤー, Ninja Sureiyā) / Fujikido Kenji (フジキド・ケンジ, Fujikido Kenji)
Dublado por: Toshiyuki Morikawa (japonês)
Um homem que se torna ninja, a fim de matar todos os outros ninjas por vingança contra aqueles que mataram sua família. Sua alma ninja é Naraku, o Ninja.
Darkninja (ダークニンジャ, Dākuninja) / Fujio Katakura (フジオ・カタクラ)
Dublado por: Shō Hayami (japonês)
Um ninja de alto nível que trabalha para Khan. Ele foi o responsável pelo assassinato da esposa e filho de Kenji.
Nancy Lee (ナンシー・リー, Nanshī Rī)
Dublada por: Chiwa Saitō (japonês)
Uma jornalista que procura a verdade ao e segue o Ninja Slayer. Ela tem habilidades especiais de hacker e também pode conectar-se diretamente e entrar no ciberespaço.
Yamoto Koki (ヤモト・コキ)
Dublada por: Sora Amamiya (japonês)
Uma adolescente que também é um ninja.
Dragon Yukano (ドラゴン・ユカノ, Doragon Yukano) / Amnesia (アムニジア, Amunijia)
Dublada por: Risa Taneda (japonês)
Uma kunoichi experiente e neta de Gendoso e que ajuda o Ninja Slayer de vez em quando.
Dragon Gendoso (ドラゴン・ゲンドーソー, Doragon Gendōsō)
Dublado por: Yōsuke Akimoto (japonês)
O cabeça do Dojo Dragon e o último ninja real no Japão. Ele é o mestre do Ninja Slayer.
Laomoto Khan (ラオモト・カン, Raomoto Kan)
Dublado por: Masane Tsukayama (japonês)
Líder da organização Sokaiya.
Silver Karasu (シルバーカラス, Shirubākarasu) / Kagi Tanaka (カギ・タナカ, Kagi Tanaka)
Dublado por: Keiji Fujiwara (japonês)
Um ninja que tem câncer e está à beira da morte.

## Mídias

### Light novel
Ninja Slayer foi originalmente publicado parte por parte no Twitter por "tradutores" japoneses Honda Yu e Sugi Leika, que diziam adaptar a história dos americanos Bradley James Bond e Philip "NINJ @" Morzez. Depois da série gerar uma certa popularidade, a editora Enterbrain publicou o primeiro volume traduzido em japonês, Ninja Slayer: Neo-Saitama in Flames, foi publicado em setembro de 2012. Não há nenhuma evidência sobre a existência de uma cópia genuína do do original Ninja Slayer. Além disso, os criadores "Bradley Bond e Philip Ninj@ Morzez" parecem ser, na realidade, autores fictícios, inventados para criar a ilusão de uma história de fundo elaborada, tanto que não é dada nenhuma biografia precisa sobre eles.

### Mangá
Uma adaptação em uma série de mangá com arte de Yūki Yogo e roteiro de Yoshiaki Tabata está sendo serializada na revista Comp Ace com o lançado do primeiro capítulo em 10 de julho de 2013. Os capítulos individuais são compilados e publicados pela editora Kadokawa Shoten com 7 volumes tankōbon lançados atualmente. Outra adaptação em série de mangá nomeada Ninja Slayer: Glamorous Killers (ニンジャスレイヤー グラマラス・キラーズ, Ninja Sureiyā: Guramarasu Kirāzu) com arte de Ageha Saotome começou a ser serializada em 1 de janeiro de 2013, na revista de mangá shojo B's-Log Comic da editora Enterbrain. Três volumes tankōbon foram lançados atualmente. Uma terceira adaptação em uma série de mangá nomeada Ninja Slayer Kills (ニンジャスレイヤー 殺(キルズ), Ninja Sureiyā Satsu (Kiruzu)) é serializada na revista Suiyoubi no Sirius da Kodansha.
No Brasil, o primeiro mangá é licenciado e publicado pela editora Panini Comics desde maio de 2016.[carece de fontes?]

### Anime
Em abril de 2014, a editora Enterbrain anunciou que uma adaptação em uma série de anime da novel estaria em produção, depois foi revelado que estava sendo produzinda pelo estúdio Trigger, Mais detalhes foram revelados durante a Anime Expo de 2014, em Los Angeles. O anime, nomeado Ninja Slayer From Animation, foi dirigido por Akira Amamiya, e a música-tema foi "Back In Black" realizada pela banda Boom Boom Satellites. O anime estreou na Niconico em 16 de abril de 2015, e uma transmissão na televisão foi exibida em abril de 2016.